# Uncharted: Drake's Fortune
Uncharted: Drake's Fortune é um jogo eletrônico de ação-aventura desenvolvido pela Naughty Dog e publicado pela Sony Computer Entertainment. É o primeiro título da série Uncharted e foi lançado exclusivamente para PlayStation 3 em novembro de 2007 na América do Norte e no mês seguinte na Europa. Na história, os jogadores controlam Nathan Drake, um caçador de tesouros e suposto descendente do explorador sir Francis Drake que parte à procura do tesouro perdido de Eldorado, contando com a ajuda de seu mentor Victor Sullivan e da jornalista Elena Fisher. Drake's Fortune é jogado a partir de uma perspectiva em terceira pessoa e incorpora diversos elementos de plataforma na navegação pelos diferentes ambientes. Os jogadores usam armas de fogo e combate corpo a corpo a fim de combaterem inimigos, solucionarem quebra-cabeças e progredirem pela narrativa.
O desenvolvimento de Drake's Fortune começou em 2005, pouco depois da finalização de Jak 3. O jogo representou uma mudança na abordagem da Naughty Dog, que procurou criar um título humanizado distinto de seus projetos anteriores. A equipe tomou vantagem das maiores capacidades técnicas do PlayStation 3 a fim de criar gráficos mais realistas e diferentes dos visuais estilizados que haviam feito anteriormente nas séries Crash Bandicoot e Jak and Daxter. Os desenvolvedores se influenciaram em várias obras como filmes, revistas, séries e outros jogos eletrônicos ao desenvolverem Drake's Fortune. Vários elementos e aspectos do jogo foram regularmente modificados no decorrer do desenvolvimento, incluindo narrativa, programação e projeto. O título também procurou aproveitar novos elementos presentes no controle Sixaxis, como detecção de movimento.
Drake's Fortune foi anunciado em agosto de 2006 durante a E3, gerando várias comparações com a série Tomb Raider. O título foi adiado diversas vezes em decorrência das constantes mudanças durante o desenvolvimento. Foi muito elogiado pela crítica ao finalmente ser lançado, com os maiores elogios sendo direcionados particularmente para suas realizações técnicas, história, personagens, atuações e música, porém foi criticado por alguns problemas gráficos, duração, seções de jogabilidade com veículos e dificuldade. Também teve um bom desempenho comercial e venceu ou foi indicado a vários prêmios. Seu sucesso estabeleceu a franquia Uncharted, com três sequências e diferentes títulos derivados tendo se seguido nos anos posteriores. Drake's Fortune foi remasterizado para o PlayStation 4 em 2015 e relançado como parte da coletânea Uncharted: The Nathan Drake Collection.

## Jogabilidade

Durante o combate, o jogador como Nate (esquerda) pode usar cantos e paredes como forma de cobertura, e então usar fogo cego ou fogo direcionado contra seus oponentes

Uncharted: Drake's Fortune é um jogo eletrônico de ação-aventura com elementos de plataforma jogado a partir de uma perspectiva em terceira pessoa. Nate pode pular, correr, escalar, nadar e balançar-se em cordas, bem como realizar outras ações acrobáticas que permitem que o jogador percorra as ruínas nas várias áreas da ilha que Drake explora.
Ao enfrentar inimigos, o jogador pode usar ataques corpo a corpo combinados a curta distância para eliminá-los ou optar por usar armas. Os ataques corpo a corpo compreendem uma variedade de socos únicos, enquanto os ataques combinados são ativados através de sequências específicas de pressionamentos de botões que, quando cronometrados corretamente, oferecem dano muito maior; o mais prejudicial deles é o "combo brutal" específico, que faz com que os inimigos soltem o dobro de munição que normalmente deixam. Nate só pode carregar uma pistola e um rifle por vez, e há uma quantidade limitada de munição por arma. Pegar uma arma de fogo diferente muda essa arma para a nova. Granadas também estão disponíveis em certos pontos, e a altura do arco de mira é ajustada inclinando o controle Sixaxis para cima ou para baixo. Esses elementos de perspectiva em terceira pessoa foram comparados a Gears of War, em que o jogador pode fazer com que Drake se proteja atrás de paredes e use fogo cego ou fogo direcionado para matar inimigos. Assim como o jogo mencionado acima, Drake's Fortune não possui uma barra de vida real na tela; em vez disso, quando o jogador sofre dano, os gráficos começam a perder a cor. Enquanto descansa ou se protege por um breve período, o nível de vida de Drake, indicado pela cor da tela, volta ao normal. O jogo também inclui seções com veículos, onde Nate deve proteger o jipe em que ele e Elena usam, e outra onde Nate e Elena andam de jet ski por rotas cheias de água, evitando fogo inimigo e barris explosivos. Enquanto o jogador orienta Nate na condução do jet ski, também é possível mudar para Elena apontando a arma para usar sua arma — seja o lançador de granadas ou a Beretta, dependendo do capítulo — na defesa ou para limpar os barris de seu caminho.
O jogo também apresenta pontos de recompensa, que podem ser obtidos coletando 60 tesouros escondidos no jogo que brilham momentaneamente ou completando certas conquistas, como conseguir um número de mortes usando uma arma específica, realizar vários tiros na cabeça ou usando métodos específicos para matar inimigos. Em jogadas subsequentes do jogo, o jogador pode usar esses pontos de recompensa para desbloquear opções especiais; estes incluem bônus no jogo, como trajes alternativos e munição ilimitada, e também extras que não são do jogo, como vídeos de making-of e artes conceituais. Existem também várias referências a outros jogos da Naughty Dog, especialmente a série Jak and Daxter; isso é feito através da marca "Ottsel" nos trajes de mergulho de Nate e Elena, uma referência à espécie que mistura lontra e doninha encontrada no jogo, e a estranha relíquia encontrada em um dos capítulos anteriores, que na verdade é um orbe precursor da mesma série.

## Enredo
O caçador de tesouros Nathan "Nate" Drake (Nolan North), acompanhado pela repórter Elena Fisher (Emily Rose), recupera o caixão de seu autoproclamado ancestral Sir Francis Drake, localizado a partir de coordenadas escritas em uma herança de família: um anel que Nate usa em volta do pescoço. O caixão contém o diário de Sir Francis Drake, que dá a localização de El Dorado. Piratas atacam e destroem o barco de Nate, mas o amigo e mentor de Nate, Victor "Sully" Sullivan (Richard McGonagle) resgata os dois em seu hidroavião. Temendo que a reportagem de Elena atraia rivais, Nate e Sully a abandonam em uma doca.
Chegando ao local indicado pelo diário, Nate e Sully descobrem uma alcova que já abrigou uma grande estátua e percebem que El Dorado não é uma cidade, mas sim um ídolo de ouro. Eles encontram um submarino nazista, que contém uma página do diário de Drake mostrando que a estátua foi levada para uma ilha. Porém, mercenários liderados pelo criminoso Gabriel Roman (Simon Templeman), a quem Sully deve uma dívida enorme, e seu tenente Atoq Navarro (Robin Atkin Downes) interceptam Nate e Sully. Sully é aparentemente morto por um tiro, Nate consegue escapar, encontra Elena e voa com ela para a ilha.
No caminho, o fogo antiaéreo força Nate e Elena a fugir e ambos são separados. Depois de recuperar suprimentos do hidroavião naufragado, Nate segue em direção a um antigo forte para encontrar Elena. Capturado brevemente por seu antigo associado Eddy Raja (James Sie), Elena liberta Nate e fogem. Depois de encontrar registros mostrando que a estátua foi movida para o interior, eles descobrem que Sully está vivo e acompanhando Roman e Raja. Nate e Elena encontram e resgatam Sully que, tendo sobrevivido devido ao diário de Drake ter bloqueado a bala, explica que estava ganhando tempo para Nate enganando Roman.
Pesquisando pelos túneis de um mosteiro, Nate ouve uma discussão entre Roman, Navarro e Eddy, revelando que Roman contratou Eddy para capturar Nate e proteger a ilha, com a recompensa sendo uma parte do El Dorado. Após a fuga de Nate, Roman duvida das habilidades de Eddy e ignora sua afirmação de que algo amaldiçoado na ilha está matando seus homens, levando-o a dispensar Eddy e sua tripulação. Reagrupando, Nate e Elena encontram uma passagem que leva a um cofre do tesouro, no qual encontram o corpo de Drake, assumindo que ele morreu procurando o tesouro. Eles encontram um Eddy aterrorizado e um membro da tripulação, pouco antes de serem atacados por humanos mutantes que matam o membro da tripulação; apesar dos esforços de Nate, Eddy também é morto quando é arrastado para um poço.
Nate e Elena escapam e se encontram em um bunker alemão abandonado. Aventurando-se na base, Nate descobre que os alemães procuraram a estátua durante a Segunda Guerra Mundial, mas assim como os espanhóis antes deles, foram amaldiçoados pela estátua, fazendo com que se tornassem mutantes. Sir Francis Drake, sabendo do poder da estátua, tentou mantê-la na ilha destruindo os navios e inundando a cidade, antes que ele também fosse morto pelos mutantes.
Nate retorna para descobrir que Elena foi capturada por Roman e Navarro. Reagrupando-se com Sully, ele não consegue impedi-los de chegar à estátua. Navarro, sabendo da maldição, engana Roman para abrir a estátua, revelando que é um sarcófago contendo uma múmia infectada com um vírus mutagênico no ar. Após Roman se transformar em um dos mutantes, Navarro o mata e assume o controle de seus homens, planejando vender o vírus como uma arma biológica. Nate pula no sarcófago e o monta enquanto é transportado de avião para um barco na baía. Ele se envolve e derrota Navarro, conseguindo afundar tanto o sarcófago quanto ele no fundo do oceano. Sully chega, e depois que Nate e Elena demonstram afeto um pelo outro, eles saem da ilha com vários baús de tesouro.

## Desenvolvimento
Depois de completar Jak 3, a Naughty Dog reuniu seus funcionários mais tecnicamente talentosos e começou o desenvolvimento de Uncharted: Drake's Fortune sob o codinome Big. Esteve em plena produção por cerca de dois anos, com uma pequena equipe de engenheiros trabalhando no jogo cerca de um ano antes. A Naughty Dog decidiu criar uma nova propriedade intelectual (IP) em vez de optar por desenvolver um novo jogo da série Jak and Daxter — eles queriam criar uma franquia adequada para o novo hardware (do PlayStation 3), a fim de desenvolver ideias como personagens humanos realistas em vez de estilizados devido às limitações do hardware anterior (PlayStation 2), bem como criar algo "novo e interessante", embora denominado como "realismo estilizado”. A inspiração foi extraída de várias fontes dos gêneros de ação e aventura: revistas pulp, seriados e títulos mais contemporâneos como Indiana Jones e National Treasure. A equipe sentiu que as fontes compartilhavam temas de mistério e "cenários hipotéticos" que romantizavam a aventura e pretendiam incluir isso em Drake's Fortune.
O jogo foi revelado pela primeira vez na E3 2006. Desde as primeiras prévias do jogo, houve inevitáveis comparações de elementos como plataforma e tiro entre Drake's Fortune e a conhecida série Tomb Raider. Porém, os desenvolvedores opinaram que Drake's Fortune se concentrava mais na terceira pessoa, em contraste com a "auto-mira" de Tomb Raider, e possuía maiores elementos de resolução de quebra-cabeças. Outras influências citadas incluem Resident Evil 4, Kill Switch e Gears of War. Durante o desenvolvimento, a equipe tentou permanecer flexível e desapegada dos conceitos de design originais; o foco foi dado nos recursos que funcionavam bem, enquanto os recursos que não funcionaram foram removidos. A equipe de desenvolvimento pretendia que o cenário principal, a ilha, desempenhasse um papel importante na experiência geral. Sentindo que muitos jogos usavam cenários sombrios e escuros com esquemas de cores monocromáticos, eles queriam que a ilha fosse vibrante e que imergisse o jogador e incentivasse a exploração. Ao desenhar os personagens, os artistas buscaram um estilo que fosse fotorrealista. Os criadores imaginaram o protagonista principal, Nathan Drake, como um personagem mais comum do que Lara Croft, mostrado claramente sob estresse nos muitos tiroteios do jogo, sem treinamento especial e vivendo constantemente no limite de suas habilidades. A diretora Amy Hennig sentiu que um protagonista fortemente blindado e "durão como prego" com uma grande arma não era um herói adequado, e decidiu que um personagem "tenaz e engenhoso" retrataria mais qualidades humanas. Personagens coadjuvantes (Elena Fisher e Victor Sullivan) foram incluídos para evitar uma história seca e sem emoção. A personagem Elena Fisher sofreu mudanças durante o desenvolvimento; nos primeiros trailers do jogo, a personagem tinha cabelos castanhos escuros, mas no final a cor mudou para loiro e o estilo foi alterado. A escrita da história foi liderada por Hennig com a ajuda de Neil Druckmann e Josh Scherr. O principal projetista foi Richard Lemarchand, com o jogo sendo co-projetado por Hirokazu Yasuhara, um ex-projetista da Sega mais conhecido por projetar os primeiros jogos da franquia Sonic the Hedgehog.
O desenvolvimento foi concluído em meados de outubro de 2007. Uma demo foi lançada em 8 de novembro na PlayStation Network antes de seu lançamento final em 19 de novembro na América do Norte, 6 de dezembro na Austrália, e 7 de dezembro na Europa. A demo foi colocada pela primeira vez na loja norte-americana e foi inicialmente bloqueada por região, de modo que só seria reproduzida em um PS3 norte-americano, mas isso foi posteriormente confirmado como um erro, pois os desenvolvedores aparentemente não sabiam que pessoas de regiões diferentes pudessem se inscrever para uma conta norte-americana e baixar a demo; uma demo sem restrição de região foi lançada logo depois.

### Gráficos e tecnologia
Drake's Fortune usa o microprocessador Cell para gerar dezenas de animações de personagens em camadas para retratar expressões realistas e movimentos fluidos, que permitem o controle responsivo do jogador. A unidade de processamento gráfico do PlayStation 3, o RSX Reality Synthesizer, empregou várias funções para fornecer detalhes gráficos que ajudam ao jogador a imergir no mundo do jogo: modelos de iluminação, pixel shaders, sombra dinâmica em tempo real e simulação avançada da água. O novo hardware permitiu processamentos que a equipe nunca havia usado no desenvolvimento de jogos para PlayStation 2 e exigiu que eles se familiarizassem rapidamente com as novas técnicas; por exemplo, processamento paralelo e sombreadores de pixel. Enquanto o Blu-ray oferecia maior espaço de armazenamento, a equipe se preocupou em ficar sem espaço de memória várias vezes — Drake's Fortune usou mais e maiores texturas do que os jogos anteriores e incluiu vários idiomas no disco. Elementos de jogabilidade que requerem detecção de movimento, como lançar granadas e caminhar sobre vigas, foram implementados para tirar proveito do controle Sixaxis. Um novo controle para PlayStation 3, o DualShock 3, foi apresentado na Tokyo Game Show de 2007, e apresentava vibração háptica. Drake's Fortune também esteve em exibição no evento com demonstrações que implementaram suporte limitado para vibração.
Sendo o primeiro jogo de PlayStation 3 da Naughty Dog, o projeto exigiu que a empresa se familiarizasse com o novo hardware, resultando em vários problemas de desenvolvimento. A mudança de desenvolvimento do PlayStation 2 para o PlayStation 3 levou a equipe a implementar mudanças em sua tecnologia de desenvolvimento. A Naughty Dog mudou para a linguagem padrão da indústria C++ para participar do compartilhamento de tecnologia entre as desenvolvedoras da Sony — a empresa já havia usado sua própria linguagem de programação GOAL, uma linguagem baseada em Lisp. Ao reescrever o código do jogo, eles decidiram criar novas ferramentas de programação. Essa mudança, porém, atrasou o progresso da equipe no desenvolvimento de um protótipo, pois as ferramentas se mostraram pouco confiáveis e muito difíceis de usar. Dez meses em plena produção, a equipe decidiu recriar a segmentação do jogo, a cadeia de elementos de processamento projetada para progredir os dados por meio de um sistema. Em retrospecto, o co-presidente da Naughty Dog, Evan Wells, considerou esta a maior melhoria para o projeto. Além disso, o sistema de mistura de animação foi reescrito várias vezes para obter as animações de personagens desejadas.

### Integração de troféus
O jogo foi atualizado em 4 de agosto de 2008 na América do Norte e Europa para a versão 1.01, onde incluiu suporte ao sistema de troféus do PlayStation 3. Existem 47 troféus no jogo que coincidem com as medalhas que já podem ser conquistadas e mais um troféu, o troféu Platina, concedido quando todos os outros troféus forem coletados; Drake's Fortune foi o primeiro jogo da Naughty Dog a incluir o tipo de troféu Platina. Semelhante a outros títulos do PlayStation 3 que recebem suporte a troféus por meio de patches, os jogadores devem iniciar um novo jogo salvo para receber troféus, independentemente de quantas medalhas receberam em jogadas anteriores. Isso foi incluído porque os desenvolvedores queriam evitar o compartilhamento de dados salvos para ganhar troféus que não ganharam. O patch foi descrito como "incrivelmente fácil" de ser implementado, devido ao jogo já conter suporte preliminar para troféus através de seu sistema de medalhas; também foi afirmado que esses ganchos já estavam incluídos devido à crença da Naughty Dog de que a Sony lançaria o sistema de troféus antes do lançamento do jogo em novembro de 2007. Apesar de mencionar que o jogo foi desenvolvido como uma franquia e que se prestava a conteúdo episódico, mais tarde foi declarado que nenhum conteúdo disponível via download seria feito para Drake's Fortune.

## Recepção
Uncharted: Drake's Fortune foi bem recebido pela crítica especializada ao ser lançado. No agregador de resenhas Metacritic, possui um índice de aprovação de 88/100, com base em 66 análises, indicando avaliações "geralmente favoráveis". A Game Informer elogiou os visuais e os diálogos entre os personagens Drake e Fisher, chamando-os de impressionantes e divertidos, respectivamente. Ela ainda opinou que os valores de produção pareciam altos, citando o nível de detalhes e a partitura musical. A PlayStation Magazine relatou prós semelhantes em relação aos visuais e comparou com os de Crysis.
A apresentação geral do jogo recebeu elogios unânimes da crítica, que reconheceu os seus altos valores de produção, com alguns descrevendo-os como de "alto nível" e "incríveis" e outros comparando-os aos encontrados em filmes de Hollywood. Quando combinado com o estilo geral do jogo, isso levou muitos revisores a comparar Drake's Fortune aos filmes de sucesso de verão, com comparações sendo feitas com a ação e o tema da série de filmes Indiana Jones e Tomb Raider. Como parte da apresentação, a história e a atmosfera do jogo também foram bem recebidas. A profundidade dos personagens foi elogiada pela Play.tm, que observou que cada um possui o seu "seu próprio tom". A atuação também foi bem recebida, já que o elenco "acerta em suas caracterizações"; no geral, a atuação foi descrita como uma "performance de grande estrela", "excelente"  e "estelar". O projetista de jogos Tim Schafer, conhecido como o criador dos primeiros títulos de aventura da LucasArts, como The Secret of Monkey Island, disse que "gostou muito" de Drake's Fortune, e agradeceu brincando por lhe ensinar uma nova dica de moda (a camisa "meia-dobrada" de Nathan Drake).
As realizações técnicas na criação da apresentação também foram elogiadas. Os gráficos e visuais foram uma grande parte disso, incluindo a apreciação dos ambientes "luxuosos" da selva, com efeitos de iluminação aumentando bastante. Elogios também foram direcionados aos efeitos de água do jogo. No geral, muitos revisores comentaram que Drake's Fortune era um dos jogos de PlayStation 3 mais bonitos disponíveis na época. Além dos aspectos gráficos, tanto a animação facial quanto a animação dos personagens, como as movimentações "fluidas" de Nate enquanto ele executa seções de plataforma foram notadas, embora as animações mais selvagens de inimigos reagindo ao serem baleados foram superanimadas "em um grau talvez risível".
Críticas foram direcionadas a alguns problemas gráficos do jogo, como pop-in de textura e rasgos de tela. Os revisores também notaram problemas de jogabilidade, incluindo a duração geral do jogo ser bastante curta, com alguns completando-o de seis a dez horas, e certa decepção com as "não particularmente memoráveis" seções com veículos; a incapacidade de apontar armas e dirigir o jet-ski ao mesmo tempo foi um problema bem observado. Além disso, alguns "trabalhos frustrantes e repetitivos" com relação ao "fluxo constante" de piratas e mercenários, e "passar de um tiroteio irritante atrás do outro" no final do jogo foram citados como parte dos elementos mais fracos da jogabilidade geral.

### Prêmios e indicações
Uncharted: Drake's Fortune recebeu vários prêmios e indicações de algumas publicações, como a IGN, que o nomeou nas categorias de "Melhor Jogo de Ação" (2007), "Jogo de PS3 do Ano" (2007), "Melhor Tecnologia Gráfica" (PS3; 2007) e "Melhor Trilha Sonora Original" (PS3; 2007). O título recebeu indicações em múltiplas cerimônias de premiações: "Melhor Jogo de PS3" na Spike Video Game Awards de 2007, "Melhor Realização Técnica" na BAFTA Games Awards de 2007, e "Melhor Arte Visual" na Game Developers Choice Awards de 2008; no entanto, acabou perdendo para Ratchet & Clank Future: Tools of Destruction, God of War II e BioShock, respectivamente.

### Vendas
Drake's Fortune se tornou um dos primeiros jogos a serem lançados como parte da linha Platinum de títulos mais vendidos da Europa. Na E3 2009, a Sony anunciou que o jogo havia vendido mais de 2,6 milhões de cópias mundialmente e foi um sucesso para o PlayStation 3. Até março de 2015, Drake's Fortune havia vendido mais de 4,8 milhões de unidades.

## Sequências
Devido ao sucesso crítico e comercial de Drake's Fortune, Uncharted se tornou uma franquia com várias sequências e outras mídias. A sequência, Uncharted 2: Among Thieves, foi lançada em 2009. O terceiro título da série, Uncharted 3: Drake's Deception, foi lançado mundialmente em novembro de 2011.
O quarto título da série, Uncharted 4: A Thief's End, foi lançado em 10 de maio de 2016. Uma remasterização dos três primeiros títulos, intitulada Uncharted: The Nathan Drake Collection, foi lançada para o PlayStation 4 em 2015. Dois spin-offs para o PlayStation Vita, intitulados Uncharted: Golden Abyss e Uncharted: Fight for Fortune, foram lançados em 2011 e 2012, respectivamente.